# Loch Iubhair
Loch Iubhair är en sjö i Storbritannien.   Den ligger i kommunen Stirling och riksdelen Skottland, i den nordvästra delen av landet, 600 km nordväst om huvudstaden London. Loch Iubhair ligger 157 meter över havet. Arean är 0,22 kvadratkilometer.Trakten runt Loch Iubhair består i huvudsak av gräsmarker. Den sträcker sig 0,6 kilometer i nord-sydlig riktning, och 0,7 kilometer i öst-västlig riktning.